# Литл Елм (Тексас)
Литл Елм (енгл. Little Elm) град је у америчкој савезној држави Тексас. По попису становништва из 2010. у њему је живело 25.898 становника.

## Демографија
Према попису становништва из 2010. у граду је живело 25.898 становника, што је 22.252 (610,3%) становника више него 2000. године.
| Група             | 2000.         | 2010.          |
| Белци             | 2.597 (71,2%) | 14.326 (55,3%) |
| Афроамериканци    | 108 (3,0%)    | 3.698 (14,3%)  |
| Азијати           | 27 (0,7%)     | 904 (3,5%)     |
| Хиспаноамериканци | 837 (23,0%)   | 6.228 (24,0%)  |
| Укупно            | 3.646         | 25.898         |